# Pierre Louis Godet de Châtillon
Pierre Louis Godet, comte de Châtillon, né le 11 novembre 1740 à Nantes, mort le 6 avril 1807 à Assérac au manoir du Plessis, est un militaire français, général des Chouans de Loire-Inférieure et du Bas-Anjou pendant la Révolution française.

## Biographie
Pierre Louis Godet de Châtillon est le fils de  Pierre François Godet, seigneur de Châtillon et de la Faubretière, et de Marie Anne Branlard.
Officier dans l'armée française sous l'ancien Régime, Godet de Châtillon, après avoir servi comme sous-lieutenant dans le régiment de Chatres-dragons, s'était marié avec Mlle Jego de La Blottière en 1760 puis avec Anne d'Aux en 173 à Saint-Etienne-de-Montluc  et s'était retiré sur ses terres. 
En 1788 lors de l'affaire de Bretagne, il fut un des douze députés bretons, dont Armand Tuffin de La Rouërie, envoyés à Versailles par le Parlement de Bretagne afin de porter une remontrance au Roi. Il fut enfermé à la Bastille le 14 juillet 1788. Les douze députés furent libérés au bout de quelques jours.
Châtillon émigra en 1790 ou 1791 et rejoignit l'Armée de Condé à la suite de la Première Coalition. Il fut blessé en 1793 et partit s'établir en Angleterre.
Remis de ses blessures après une longue convalescence, il participa à l'expédition de Quiberon au sein de l'Armée des émigrés. Fait prisonnier lors de la déroute et emprisonné à Vannes, il parvint à s'évader. Il rejoignit alors les Chouans de l'armée de Scépeaux et devint commandant second de l'Armée catholique et royale du Maine, d'Anjou et de la Haute-Bretagne. À la suite de la pacification de 1796, en tant qu'émigré, il fut forcé de quitter la France et retourna en Angleterre.
Il débarqua à nouveau en Bretagne en 1799 à la suite de la troisième chouannerie, l'ancienne armée de Scépeaux s'étant scindée en deux, il prit le commandement de l'Armée catholique et royale du Bas-Anjou et de Haute-Bretagne avec Louis d'Andigné comme second. Dans la nuit du 20 au 21 octobre, à la tête de 2 000 à 3 000 hommes, Châtillon s'empara de la ville Nantes qu'il tint pendant quelques heures. Cependant Châtillon signa rapidement une trêve en décembre avec le général républicain Gabriel d'Hédouville et se montra partisan de la paix lors des négociations de Pouancé. Alors que d'autres chefs décidèrent de poursuivre la lutte, Châtillon signa la paix le 20 janvier 1800.
Veuf, il se remarie, le 10 avril 1800 à La Chapelle-sur-Erdre, avec Marie Émilie Courson-Liffiac de Lessac. 
S'étant lié avec Lucien Bonaparte il vécut tranquillement en France sous le premier Empire et mourut à Assérac le 6 avril 1807.

## Regards contemporains
« L'extérieur de M. de Châtillon prévenait singulièrement en sa faveur : ses cheveux blancs, sa belle figure, ses manières franches et ouvertes, tout en lui inspirait le respect et la confiance. Malheureusement sa blessure, son âge, il approchait la soixantaine, le mettait peu en état de soutenir une guerre de cette nature. Doué d'un courage brillant, il le gâtait par une indécision extrême, défaut terrible dans un chef de parti. Un manque de confiance dans ses moyens le faisait recourir le plus souvent à l'avis des autres: l'avis du dernier qui avait parlé était toujours celui qui semblait préférable. Il arrivait ainsi qu'au moment d'agir, ce qui avait été décidé préalablement se trouvait renversé tout à coup. Le soldat, qui cherche toujours l'assurance de la victoire dans les yeux de son général, se troublait en voyant son air incertain, et il ne faisait le plus souvent son devoir qu'à demi. Châtillon avait un autre défaut bien fâcheux: il était défiant à l'excès. La moindre chose lui persuadait qu'on voulait le supplanter, déjouer ses projets, lui faire perdre une occasion d'acquérir de la gloire. Un mot le ramenait; son cœur loyal se rendait à la première explication. Mais il fallait le renouveler souvent, ce qui faisait perdre un temps précieux. La certitude de voir cette défiance reparaître à la première occasion mettait mal à l'aise ceux qu'il soupçonnait de vouloir rivaliser avec lui et les forçait d'gir avec réserve: pour mon compte, je l'ai éprouvé souvent. Ces petits défauts mis à part, c'était un homme du meilleur exemple, rempli d'honneur, de probité, et d'un dévouement à toute épreuve »

— Louis d'Andigné.

« Châtillon était un vieux gentilhomme de soixante ans, bon, loyal, ayant peu d'esprit mais quelques vigueurs »

— Napoléon Bonaparte